# Villamor (Somiedo)
Villamor (oficialmente en asturiano: Viḷḷamor) es una entidad de población española del municipio de Somiedo, perteneciente a la comunidad autónoma del Principado de Asturias.

## Historia
A mediados del siglo XIX, el lugar, ya por entonces perteneciente a la parroquia de Las Morteras y al ayuntamiento de Somiedo, tenía contabilizada una población de 117 habitantes. Aparece descrito en el decimosexto volumen del Diccionario geográfico-estadístico-histórico de España y sus posesiones de Ultramar de Pascual Madoz de la siguiente manera:

VILLAMOR: l. en la prov. de Oviedo, ayunt. de Somiedo y felig. de San Estéban de las Morteras (V.). pobl.: 23 vec. 117 almas.
(Madoz, 1850, p. 191)

En 2023, la entidad singular de población de Villamor tenía empadronados 19 habitantes.